# Мерен (Вестервальд)
Мерен (нім. Mähren) — громада в Німеччині, розташована в землі Рейнланд-Пфальц. Входить до складу району Вестервальд. Складова частина об'єднання громад Вальмерод.
Площа — 1,59 км2. Населення становить 207 ос. (станом на 31 грудня 2020).